# Vals-près-le-Puy
Vals-près-le-Puy – miejscowość i gmina we Francji, w regionie Owernia-Rodan-Alpy, w departamencie Górna Loara.
Według danych na rok 1990 gminę zamieszkiwało 3426 osób, a gęstość zaludnienia wynosiła 669 osób/km² (wśród 1310 gmin Owernii Vals-près-le-Puy plasuje się na 59. miejscu pod względem liczby ludności, natomiast pod względem powierzchni na miejscu 979.).